# Национальное единение (Норвегия)
Национа́льное едине́ние (переводится также как Национа́льное согла́сие или Национа́льный сою́з, норв. Nasjonal Samling норвежское произношение: [nɑʂʊˈnɑːl ˈsɑ̀mlɪŋ]) — норвежская ультраправая политическая партия (1933—1945).

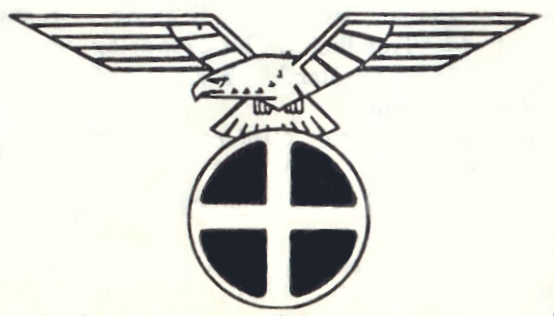
Партийный значок

## История
Партия «Национальное единение» была основана бывшим министром обороны Видкуном Квислингом в 1933 году. Её идеология была попыткой синтеза национал-социализма и коммунизма, но находила мало сочувствия. Ведущие политические силы страны не хотели сотрудничать с Квислингом. «Национальное единение» оттеснила более радикальную Национал-социалистическую рабочую партию, созданную годом ранее.
После того, как на парламентских выборах в октябре 1933 года «Национальное Единение» получило 2,2 % поданных голосов — чего не хватило даже на одно место, на коммунальных выборах 1934 года её доля снизилась до 1,5 %, а на парламентских выборах 1936 года — до 1,8 %. Наконец, на коммунальных выборах 1937 года она составила лишь 0,06 %.
Партия получала наибольшую поддержку в северных областях, а также в сельских регионах Восточной Норвегии. В западных областях Норвегии «Национальное Единение» было крайне слабым, а местами не имело вовсе никакой поддержки.
Квислинг и его сторонники широко использовали элементы древнескандинавской символики, тем самым подчёркивая в своём лице преемственность «духа викингов» и «героического общегерманского прошлого». Так, боевые отряды партии получили название «хирд» (Hird) — по образцу дружин скандинавских конунгов.
После оккупации страны немецкими войсками в 1940 году «Национальное Единение», сотрудничавшее с немецкими оккупационными властями, было отвергнуто большинством норвежцев, хотя партии удалось всё же привлечь к себе 57000 членов, что составляло 1,8 % населения. Это были главным образом служащие и чиновники, вступавшие в партию по корыстным мотивам, но отчасти полагавшие, что они только таким образом могут воспрепятствовать полному господству немцев в стране. При этом если до 1940 года это была чисто буржуазная партия, то затем число рабочих в ней выросло на 30 %, так что за время немецкой оккупации «Национальное Единение» превратилось во «внеклассовую» партию. Осенью 1943 г. партия достигла своего «потолка» и насчитывала 43 тыс. человек (то есть 1,5 % взрослого населения страны).
Эта партия стала в значительной степени органом оккупационных властей. Немецкий рейхскомиссар Йозеф Тербовен 25 сентября 1940 года объявил «Национальное единение» единственной законной политической партией Норвегии. Под руководством Видкуна Квислинга «Национальное единение» стало ведущей коллаборационистской партией страны, впрочем, остававшейся в зависимости от немецких оккупационных властей.
После общей капитуляции немецких войск в Европе 8 мая 1945 года партия была запрещена. Многие члены партии были арестованы и осуждены, а лидер Видкун Квислинг был казнён.